# Marsupopaea
Marsupopaea is een geslacht van spinnen uit de  familie van de Oonopidae (dwergcelspinnen).

## Soorten
- Marsupopaea cupida (Keyserling, 1881)
- Marsupopaea sturmi Cooke, 1972